# Westre
Westre település Németországban, Schleswig-Holstein tartományban. Lakosainak száma 355 fő (2023. december 31.). Westre Lexgaard és Karlum községekkel határos.

## Népesség
A település népességének változása:
| Lakosok száma | 394  | 359  | 358  | 356  | 361  | 355  |
|               | 1975 | 2017 | 2019 | 2021 | 2022 | 2023 |